# Famille Flandin
Pour l’article ayant un titre homophone, voir Flandin.
 (août 2024).
Si vous disposez d'ouvrages ou d'articles de référence ou si vous connaissez des sites web de qualité traitant du thème abordé ici, merci de compléter l'article en donnant les références utiles à sa vérifiabilité et en les liant à la section « Notes et références ».
La famille Flandin est une famille originaire de l'Yonne. Elle a donné au XIXe siècle et au XXe siècle plusieurs hommes de robe, de sciences et hommes politiques. Ce nom de famille existe aussi en Savoie à Modane, Lanslebourg et Termignon, dont certains membres ont été actifs en Russie.

## Personnalités
- Étienne Flandin (1730-1775), docteur en médecine à Lormes.
  - Louis Flandin († 1872), substitut du procureur général en Corse, procureur du Roi, avocat général près la cour d'appel de Paris, conseiller à la Cour impériale de Paris. Conseiller régional (1839-1870), chevalier de la Légion d'honneur. Petit-fils du précédent.
  - Charles Flandin (1803-1887), docteur en médecine, maire de Domecy-sur-Cure, vice-président du conseil général de l'Yonne. Frère du précédent Louis, oncle du docteur Dominique Flandin et beau-frère du général comte Louis-Gaston de Sonis.
    - Paul Flandin (1840-1922), procureur à Colomiers puis Épernay, vice-président puis président honoraire de la cour d'appel de Paris, chevalier de la Légion d'honneur, officier de l'ordre de Léopold.
    - Étienne Flandin (1853-1922), député, sénateur, résident général de France en Tunisie. Fils du précédent et beau-fils du sénateur Hippolyte Ribière.
      - Charles Flandin (1882-1955), médecin chef de l'hôpital Saint-Louis, chercheur (chimie et maladies infectieuses), conseiller général de l'Yonne. Fils du précédent.
        - Paul Flandin (1917-2005), maire de Domecy-sur-Cure, conseiller général de l'Yonne, président fondateur du parc naturel régional du Morvan, fils de Charles et frère de François Flandin (1909-1975), docteur en médecine.

      - Pierre-Étienne Flandin (1889-1958), député, ministre, président du Conseil des ministres français. Frère du précédent, beau-fils du sénateur Léon Barbier.
        - Rémy Flandin (1921-1955), capitaine de l'air (10e escadre de chasse, Creil), inspecteur des finances, il décède dans un accident d'avion au cours d'exercices de patrouille acrobatique. Chevalier de la Légion d'honneur, croix de guerre 1939-1945, médaille des évadés et médaille de l'Aéronautique. Fils de Pierre-Étienne